# Victor Oladipo
Kehinde Babatunde „Victor“ Oladipo (* 4. Mai 1992 in Silver Spring, Maryland) ist ein ehemaliger US-amerikanischer Basketballspieler. Er wurde bei der NBA-Draft 2013 an zweiter Stelle von der Orlando Magic ausgewählt und war in seiner Karriere bisher zweimal NBA All-Star sowie Most Improved Player in der Saison 2017/18.

## Junge Jahre
Oladipo wuchs als jüngstes von drei Kindern als Sohn nigerianischer Einwanderer mit seinen Eltern und seinen beiden großen Schwestern in Maryland in den USA auf. Die jüngere der beiden Schwestern ist seit ihrem achten Lebensjahr taub.

## NCAA
Oladipo spielte drei Jahre an der Indiana University, wo er neben Cody Zeller als einer der besten Spieler galt. Am 9. April 2013 gab er seinen Entschluss bekannt, die Hochschule zu verlassen und sich bei der NBA-Draft anzumelden.

## NBA

### Orlando Magic (2013 bis 2016)
Am 27. Juni 2013 wurde er hinter Anthony Bennett an zweiter Stelle von der Orlando Magic ausgewählt. Im Dezember 2013 gelang ihm im Spiel der Magic bei den Philadelphia 76ers mit 26 Punkten, 10 Rebounds und 10 Assists sein erstes Triple-Double in der NBA. Es war das erste Spiel in der NBA-Geschichte, in dem das zwei Rookies gleichzeitig schafften (der andere war Philadelphias Michael Carter-Williams).
In seiner ersten NBA-Saison spielte Oladipo 31,1 Minuten pro Spiel, kam dabei auf 13,8 Punkte, 4,1 Assists und 4,1 Rebounds im Schnitt und fehlte lediglich in zwei Partien. Von den NBA-Rookies 2013/14 erzielte nur Michael Carter-Williams von den Philadelphia 76ers mit 16,7 einen besseren Punkteschnitt. Folgerichtig landete Oladipo bei der Wahl zum NBA-Rookie des Jahres 2014 auf dem zweiten Platz und musste sich nur Carter-Williams geschlagen geben.
Oladipo nahm am NBA Slam Dunk Contest 2015 teil und wurde hinter Zach LaVine Zweiter.

### Oklahoma City Thunder (2016 bis 2017)
Oladipo wurde im Rahmen der NBA-Draft 2016 zusammen mit Ersan Ilyasova und den Draftrechten an Domantas Sabonis für Serge Ibaka getauscht. Im Oktober 2016 unterzeichnete Oladipo einen mit 84 Millionen US-Dollar dotierten Vierjahresvertrag mit den Thunder.

### Indiana Pacers (2017 bis 2021)
Oladipo verblieb jedoch nur ein Jahr bei den Thunder und wurde im Sommer 2017, wieder zusammen mit Sabonis, für Paul George zu den Indiana Pacers weitergereicht. Bei den Pacers feierte Oladipo seinen Durchbruch und wurde 2018 nicht nur erstmals zum NBA All-Star Game eingeladen, sondern auch ins All-NBA Third Team und in das NBA All-Defensive First Team gewählt.
Am 10. Dezember 2017 gelang ihm beim Sieg gegen die Denver Nuggets mit 47 Punkten ein neuer NBA-Karrierehöchstwert. Zudem gewann er am Ende der Saison die Wahl zum Spieler mit den größten Leistungsfortschritten des Jahres (Most Improved Player Award). Mit 23,1 Punkte, 4,3 Assists und 5,2 Rebounds pro Spiel verzeichnete Oladipo in allen Kategorien seine bisherigen NBA-Bestwerte. Mit 2,4 Steals pro Spiel führte er sogar die Liga als bester „Balldieb“ an.
In der Saison 2018/19 absolvierte Oladipo lediglich 36 Saisonspiele, ehe er eine schwere Knieverletzung während eines Saisonspiels erlitt und für den Rest der Saison ausfiel. Mit 5,6 Rebounds sowie 5,2 Assists pro Spiel steigerte er seine Werte aus der Vorsaison nochmals zu neuen persönlichen NBA-Bestwerten. Seine zweite Teilnahme am All-Star Game musste er verletzungsbedingt absagen.
Seine Rückkehr auf das Parkett fand erst ein Jahr später statt: Am 30. Januar 2020 kehrte Oladipo beim Spiel gegen die Chicago Bulls zurück und erzielte dabei 9 Punkte für die Pacers. Er absolvierte 8 Saisonspiele, ehe die Saison aufgrund der COVID-19-Pandemie auf unbestimmte Zeit verschoben wurde. Beim Neustart der Saison im August 2020 nahm Oladipo am Spielbetrieb wieder teil.

### Houston Rockets (2021)
In der Saison 2020/21 wurde Oladipo in einem Drei-Spieler-Transfer an die Houston Rockets abgegeben. Im Gegenzug wechselte unter anderem James Harden zu den Brooklyn Nets und Caris LeVert zu den Indiana Pacers.

### Miami Heat (2021 bis 2023)
Am 25. März 2021 wurde Oladipo nach nur knapp einer halben Saison bei den Rockets zu den Miami Heat getauscht. Anfang Juli 2022 unterschrieb Oladipo eine Vertragsverlängerung über zwei Jahre im Wert von 18 Millionen US-Dollar bei den Heat, mit einer Spieleroption in der zweiten Saison.

### Houston Rockets (2023 bis 2024)
Im Sommer 2023 kam er nach Oklahoma City zurück. Im Gegenzug erhielt Miami Draft-Auswahlrechte sowie einen finanziellen Ausgleich. Noch vor dem Beginn des Spieljahres 2023/24 wurde er an die Houston Rockets weitergereicht.

### Memphis Grizzlies (seit 2024)
Anfang Februar 2024 gab Houston ihn im Rahmen eines Spielertausches an die Memphis Grizzlies ab.

## Sonstiges
Von September bis Dezember 2019 nahm Oladipo, der bereits in der Vergangenheit musikalisch in Erscheinung getreten war, als Thingamajig an der zweiten Staffel des US-amerikanischen Ablegers von The Masked Singer teil und schied im Halbfinale als Fünftplatzierter aus. Im September 2023 sang er in einer Spezialfolge vor dem eigentlichen Start der zehnten Staffel der US-amerikanischen Version von The Masked Singer zusammen mit dem ehemaligen Teilnehmer Barry Zito im Duett Meant to Be.

## Karriere-Statistik

### NBA

#### Hauptrunde
| Saison   | Team          | GP  | GS  | MPG  | FG % | 3P % | FT % | RPG | APG | SPG | BPG | PPG  |
| -------- | ------------- | --- | --- | ---- | ---- | ---- | ---- | --- | --- | --- | --- | ---- |
| 2013–14  | Orlando       | 80  | 44  | 31.1 | .419 | .327 | .780 | 4.1 | 4.1 | 1.6 | 0.5 | 13.8 |
| 2014–15  | Orlando       | 72  | 71  | 35.7 | .436 | .339 | .819 | 4.2 | 4.1 | 1.7 | 0.3 | 17.9 |
| 2015–16  | Orlando       | 72  | 52  | 33.0 | .438 | .348 | .830 | 4.8 | 3.9 | 1.6 | 0.8 | 16.0 |
| 2016–17  | Oklahoma City | 67  | 67  | 33.2 | .442 | .361 | .753 | 4.3 | 2.6 | 1.2 | 0.3 | 15.9 |
| 2017–18  | Indiana       | 75  | 75  | 34.0 | .447 | .371 | .799 | 5.2 | 4.3 | 2.4 | 0.8 | 23.1 |
| 2018–19  | Indiana       | 36  | 36  | 31.9 | .423 | .343 | .730 | 5.6 | 5.2 | 1.7 | 0.3 | 18.8 |
| 2019–20  | Indiana       | 19  | 15  | 27.8 | .394 | .317 | .814 | 3.9 | 2.9 | 0.9 | 0.2 | 14.5 |
| 2020–21  | Indiana       | 9   | 9   | 33.3 | .421 | .362 | .730 | 5.7 | 4.2 | 1.7 | 0.2 | 20.0 |
| 2020–21  | Houston       | 20  | 20  | 33.5 | .407 | .320 | .783 | 4.8 | 5.0 | 1.2 | 0.5 | 21.2 |
| 2020–21  | Miami         | 4   | 4   | 27.8 | .372 | .235 | .667 | 3.5 | 3.5 | 1.8 | 0.5 | 12.0 |
| 2021–22  | Miami         | 8   | 1   | 21.6 | .479 | .417 | .737 | 2.9 | 3.5 | 0.6 | 0.1 | 12.4 |
| 2022–23  | Miami         | 42  | 2   | 26.3 | .397 | .330 | .747 | 3.0 | 3.5 | 1.4 | 0.3 | 10.7 |
| Gesamt   | Gesamt        | 504 | 397 | 32.2 | .436 | .347 | .788 | 4.5 | 3.9 | 1.6 | 0.5 | 16.9 |
| All-Star | All-Star      | 1   | 0   | 15.0 | .375 | .167 | —    | 2.0 | 3.0 | 3.0 | 0.0 | 7.0  |

Stand: 10. April 2022

#### Play-offs
| Saison  | Team          | GP | GS | MPG  | FG % | 3P % | FT %  | RPG | APG | SPG | BPG | PPG  |
| ------- | ------------- | -- | -- | ---- | ---- | ---- | ----- | --- | --- | --- | --- | ---- |
| 2016–17 | Oklahoma City | 5  | 5  | 36.2 | .344 | .240 | 1.000 | 5.6 | 2.0 | 1.4 | 0.6 | 10.8 |
| 2017–18 | Indiana       | 7  | 7  | 37.3 | .417 | .404 | .732  | 8.3 | 6.0 | 2.4 | 0.4 | 22.7 |
| 2019–20 | Indiana       | 4  | 4  | 30.8 | .393 | .364 | .938  | 3.3 | 2.5 | 2.3 | 0.0 | 17.8 |
| 2021–22 | Miami         | 15 | 1  | 24.5 | .368 | .274 | .792  | 3.4 | 2.1 | 1.3 | 0.3 | 10.6 |
| 2022–23 | Miami         | 2  | 0  | 22.5 | .526 | .400 | .333  | 3.5 | 1.0 | 1.0 | 0.5 | 11.5 |
| Gesamt  | Gesamt        | 33 | 17 | 29.6 | .391 | .330 | .790  | 4.8 | 2.9 | 1.6 | 0.3 | 14.1 |

## Erfolge und Auszeichnungen
- NBA Most Improved Player Award: 2018
- All-NBA Third Team: 2018
- NBA All-Defensive First Team: 2018
- NBA All-Star: 2018, 2019
- NBA All-Rookie First Team: 2014